# Elionurus citreus
Elionurus citreus là một loài thực vật có hoa trong họ Hòa thảo. Loài này được (R.Br.) Munro ex Benth. mô tả khoa học đầu tiên năm 1878.